# Edward Skeletrix
Edward Skeletrix, pseudonimo di Edward King Bass IV (conosciuto anche come Cight, Syckli e Im A Monster; 1998), è un rapper statunitense.
Ha iniziato a produrre musica nel 2013 per diversi artisti rap come XXXTentacion e nel 2018 ha fondato il marchio di streetwear Syckli. Bass ha adottato il nome Edward Skeletrix a metà del 2019 e ha guadagnato popolarità dopo aver caricato video generati dall'intelligenza artificiale su TikTok, riuscendo ad andare virali come meme (a partire da skeletrix island). Ha pubblicato il suo progetto di debutto Skeletrix Language nel 2023 e Museum Music nel 2025.

## Biografia
Edward Skeletrix ha iniziato a pubblicare alcuni singoli dal 2023, pubblicando poi il suo progetto di debutto Skeletrix Language nel dicembre dello stesso anno. Poco dopo, ha annunciato un progetto chiamato Skeletrix Islvnd Rvdix 66.7, anche se non è mai stato rilasciato al pubblico.
Dopo l'uscita di Skeletrix Language, Edward Skeletrix annuncia Museum Music. Verso la fine del 2024, Edward Skeletrix ha allestito una galleria d'arte pop-up a New York City per promuovere l'album, durante la quale si è seduto all'interno di una scatola di vetro. Al momento della sua uscita il 1º gennaio 2025, Museum Music è stato accolto con giudizi contrastanti dalla critica musicale.

## Discografia

### Album e mixtape
- Skeletrix Language (1 dicembre 2023)[4][6]
- Museum Music (1 gennaio 2025)[4]